# Vilhelm Bille

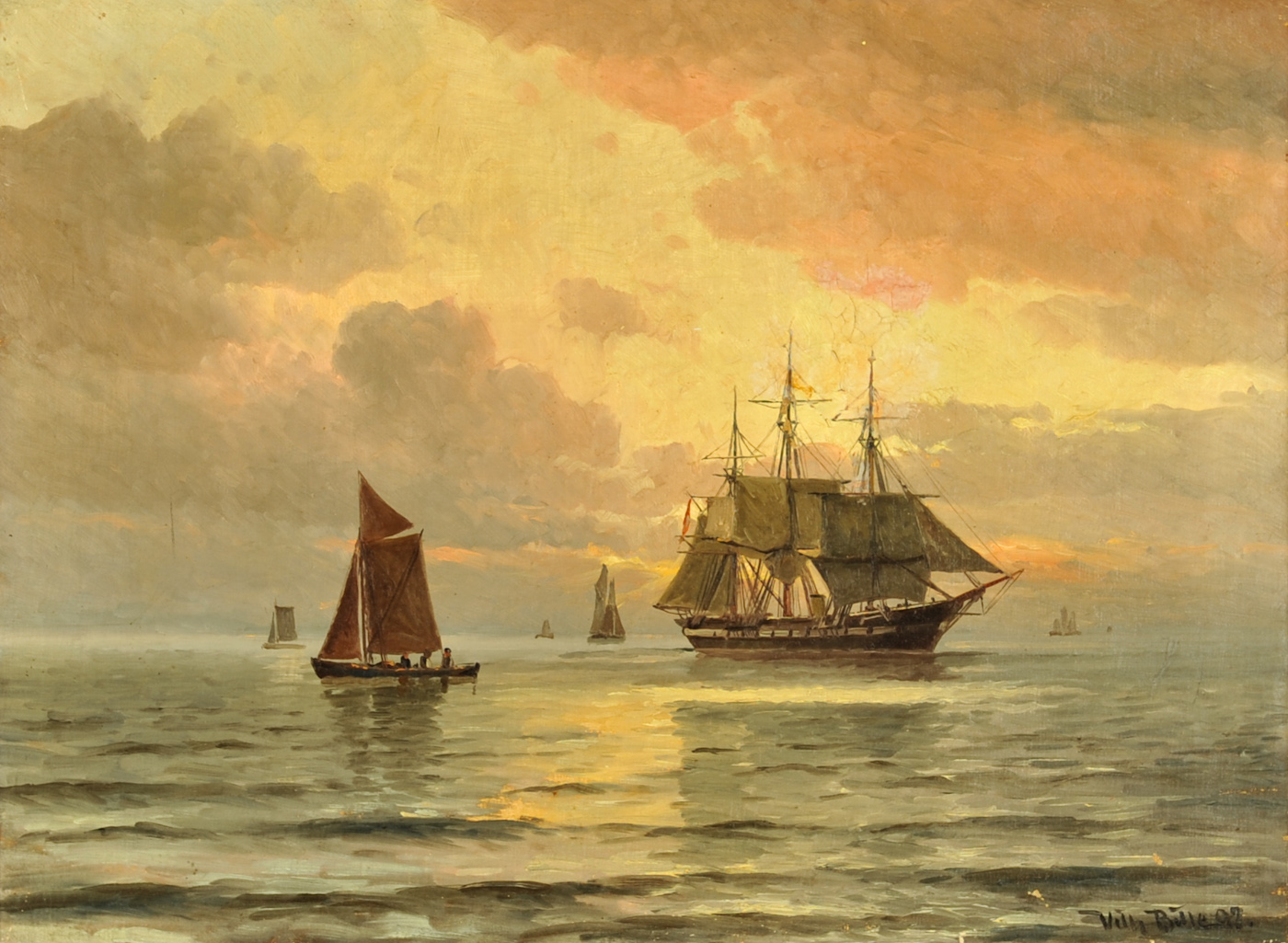
Vilhelm Bille: Stiller Morgen am Sund, 1907, Öl auf Leinwand, 43 × 59 cm, vermutlich Privatbesitz

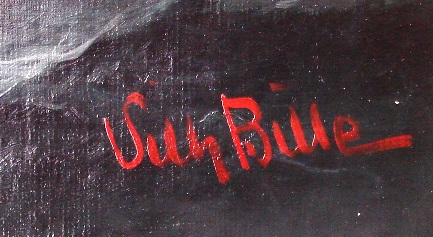
Signatur von Vilhelm Bille

Vilhelm Victor Bille (* 12. September 1864 in Kopenhagen; † 28. Februar 1908 ebenda) war ein dänischer Marinemaler.

## Leben
Bille war Schüler seines Vaters Carl Bille und studierte an der königlichen Kunstakademie in Kopenhagen. Bilder von ihm waren auf zahlreichen Ausstellungen vertreten und befinden sich heute in Museen und Privatbesitz.
Er hat seine Bilder mit „Vilh Bille“ signiert.
Bille ist Vater des Marine-, Landschafts- und Porträtmalers Willy Bille (1889–1944).